# Potentilla erecta

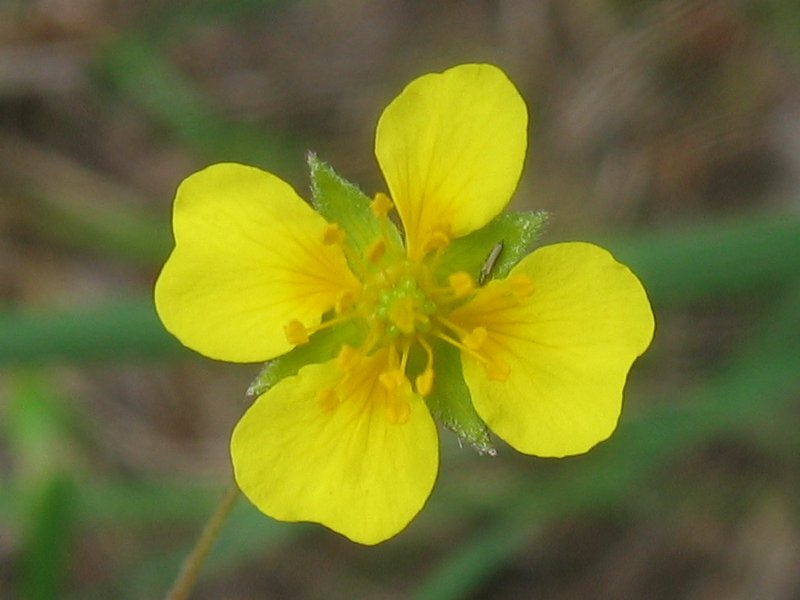
Flor

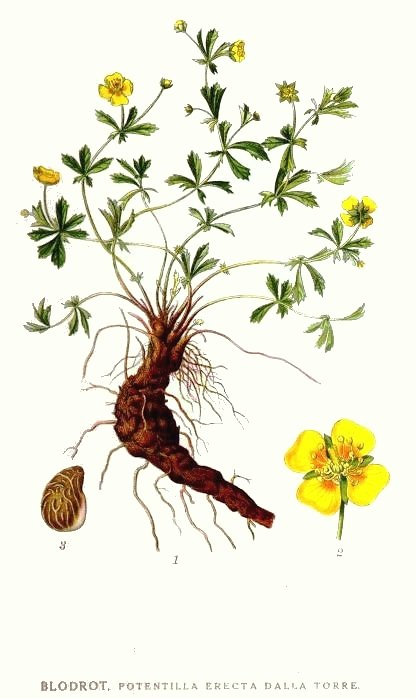
Ilustración

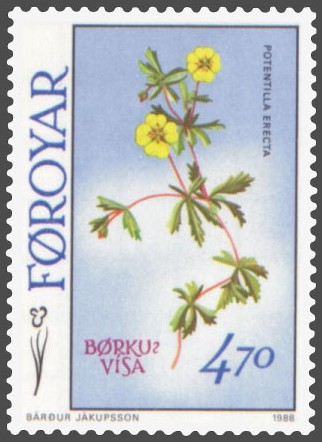
Sello postal de islas Faroe

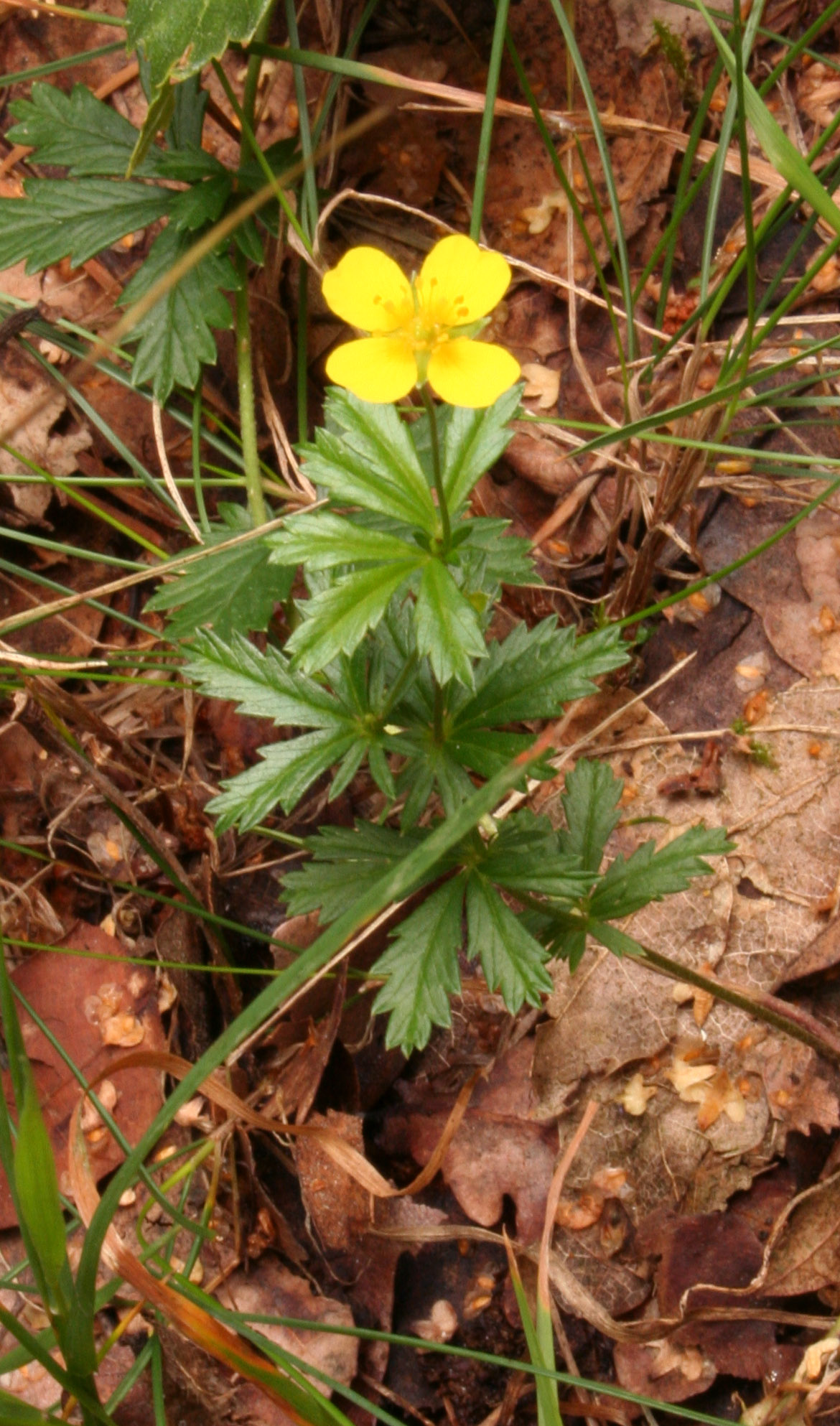
En su hábitat

Potentilla erecta, llamada tormentila, sietenrama, consuelda roja o loranca es una planta herbácea perenne de la familia Rosaceae. Se distribuye por toda Europa donde se encuentra en llanuras, praderas claras o montañas, en terrenos húmedos y ácidos.

## Descripción
Es una planta baja acostada perenne que alcanza los 1-3 dm de altura que crece en Asia y Europa del norte, sobre todo en los claros de los bosques en suelos arenosos y dunas. Tiene el tallo largo endeble que alcanza los 35 cm de altura. Las hojas radicales tienen largos peciolos. Las flores son de color amarillo con pétalos anchos que crecen en el extremo de un tallo largo. La corola y el cáliz están divididos en cuatro segmentos. Casi siempre tiene pétalos más largos que los sépalos. Tiene 20-25 estambres.

## Usos
Las hojas son brillantes y palmeadas con un largo peciolo en las hojas radicales. La raíz es gruesa y con ella se prepara una loción utilizadas para detener las diarreas. En tiempos de necesidad se ha utilizado para la alimentación humana y para teñir el cuero de rojo.
Esta planta ha sido muy utilizado en la antigüedad pero la introducción de la raíz de la ratania del Perú la ha hecho caer en desuso.

## Taxonomía
Potentilla erecta fue descrita por (L.) Raeusch. y publicado en Nomenclator Botanicus [ed. 3] 152. 1797.
Citología
Número de cromosomas de Potentilla erecta (Fam. Rosaceae) y táxones infraespecíficos: 
2n=28
Etimología
Potentílla: nombre genérico que deriva del latín postclásico potentilla, -ae de potens, -entis, potente, poderoso, que tiene poder; latín -illa, -illae, sufijo de diminutivo–. Alude a las poderosas presuntas propiedades tónicas y astringentes de esta planta. 
erecta: epíteto latíno que significa "erecta". 
Variedades aceptadas
- Potentilla erecta var. strictissima (Zimmeter) Focke (en disputa su aceptación)
- Potentilla erecta subsp. strictissima (Zimmeter) A.J.Richards

Sinonimia
- Fragaria tormentilla Crantz
- Potentilla dacica Borb s ex Zimmeter
- Potentilla divergens Nyman
- Potentilla divergens (Rchb.) Poeverl.
- Potentilla favratii Zimmeter ex Favrat
- Potentilla laeta Salisb.
- Potentilla monacensis Woerl. ex Zimmeter
- Potentilla officinalis Gray
- Potentilla pubescens (Holler ex Woerl.) Poeverl.
- Potentilla reducta (Rouy & E.G.Camus) A.W.Hill
- Potentilla sciaphila Zimmeter
- Potentilla sylvestris Neck.
- Potentilla tetrapetala Haller f.
- Potentilla tetraphylla Haller f.
- Potentilla tormentilla Stokes
- Potentilla tormentilla (Crantz) Neck.
- Tormentilla adstringens Lindem.
- Tormentilla alpina Opiz
- Tormentilla dissecta Timb.-Lagr.
- Tormentilla divergens Rchb.
- Tormentilla erecta L.
- Tormentilla ericetorum Timb.-Lagr.
- Tormentilla gracilis Timb.-Lagr.
- Tormentilla montana Schur
- Tormentilla nodosa Schur
- Tormentilla officinalis Curtis
- Tormentilla officinarum Neck.
- Tormentilla orophila Timb.-Lagr.
- Tormentilla parviflora Wallr.
- Tormentilla recta Schur
- Tormentilla sessilifolia Stokes
- Tormentilla sylvestris Neck. ex Bubani
- Tormentilla tuberosa P.Renault
- Tormentilla vulgaris Hill[3]

## Nombres comunes
- Castellano: cinco en rama, consuelda roja (11), estrellatas, pan y queso (2), siete en rama (4), siete en rama vulgar, sieteenrama, sietenrama (6), tormentila (6), tormentilla.(el número entre paréntesis indica las especies que tienen el mismo nombre en España)[4]